# Ausiàs March

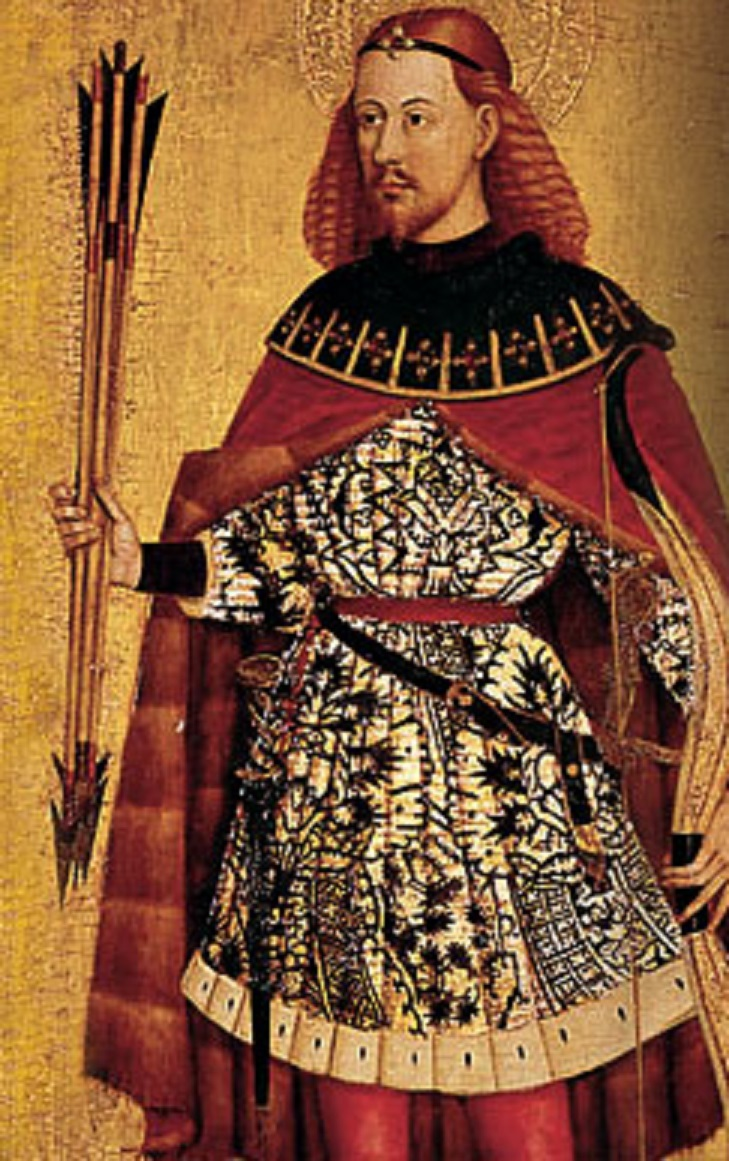
Taula de Sant Sebastià atribuïda a Jacomart de la Col·legiata de Xàtiva, on abans es pensava que era retratat Ausiàs March

Ausiàs March, també escrit Ausiàs Marc (Regne de València, ca. 1400 - València, 3 de març del 1459), fou un poeta i cavaller valencià medieval, originari d'una família de la petita noblesa amb aficions poètiques. Fou un dels poetes més importants del Segle d'Or valencià. La seua poesia, en llengua catalana, tingué una repercussió notable en la lírica castellana del segle xvi al xviii. S'han conservat 128 poemes d'Ausiàs March provinents dels manuscrits i edicions antigues, que han estat classificats sovint segons la temàtica: d'amor, de mort, morals i espirituals.

## Biografia
Era fill de Pere March i Elionor Ripoll, casats a València el 2 de setembre de 1379. D'aquesta unió naixeria posteriorment una filla, Peirona (morta el 1472), que era sorda profunda; a més, d'un matrimoni anterior, Pere March tenia altres tres fills i nets.
Per a Pere March, que tenia quasi 60 anys, aquest fill tardà es degué convertir en el seu preferit, ja que poc abans de morir instituí Ausiàs com a hereu universal dels seus béns, quan només tenia tretze anys, esdevenint el cap de la branca valenciana de la família.
Ausiàs seguí la tradició familiar i rebé educació per a formar-se com a cavaller, unida a una sòlida formació cultural. En aquesta darrera, la intervenció de son pare fou cabdal; aquest era vassall distingit del duc de Gandia, Alfons d'Aragó, i el seu fill, com a aspirant a cavaller, tenia un lloc reservat entre patges i escuders de la cort ducal. Per altra banda, Pere March era un poeta destacat i tenia una bona biblioteca; també influirien en el jove Ausiàs els centres culturals de Sant Jeroni de Cotalba i la cort ducal de Gandia.
Després de la mort del pare el 7 de juny de 1413, Ausiàs, amb tretze anys, quedà sota la tutela de sa mare Elionor. A poc a poc aniria assumint les responsabilitats i honors del seu llinatge. Un exemple d'això és la carta de la Cancelleria, on el rei el convocava com a membre de la noblesa a les corts que se celebrarien el 1415 a la Seu de València. En aquestes corts es jurà com a successor l'infant Alfons, al servei del qual se situà aviat Ausiàs.

### L'expedició a Sardenya
El 1419, ja armat cavaller, Ausiàs accepta el reclutament reial per a l'expedició que es preparava a la Mediterrània. Un any després, les naus i galeres feren rumb a Sardenya. Aquesta campanya se solucionà diplomàticament, tornant Sardenya al control reial. Sense guerra, dedicava el temps als plaers, entre els quals hi havia la caça: Ausiàs March era un excel·lent caçador. Ausiàs feu vida cortesana ben a prop del rei Alfons, juntament amb altres destacats cavallers de l'expedició, Jordi de Sant Jordi, Lluís de Vilarrasa o Andreu Febrer. El pròxim objectiu de la campanya era l'illa de Còrsega, el resultat de la qual no fou gaire satisfactori. Es conquerí Calvi, però els genovesos acudiren a l'ajut de la ciutat de Bonifacio, que era assetjada, fent impossible la conquesta de l'illa.
Una part de les forces de l'expedició es dissolgué amb el permís del rei per als qui volgueren tornar a casa; la part que es quedava amb el rei posà rumb cap a Sicília, i després intentarien la conquesta de Nàpols. Ausiàs March formava part dels qui tornaven a casa.

### L'expedició a Tunis
Quan arribà a Gandia des de Sicília, en complir la majoria d'edat (vint-i-cinc anys), sa mare li lliurà la possessió de l'herència. No fou fins al 1424 que tornà a embarcar en una nova expedició militar contra les illes de Gerba i Quèrquens, bases de pirates que atacaven Sicília. Fou cap a Gerba on embarcà Ausiàs, a les ordres dels comandants Frederic de Luna i l'infant Pere. Gerba els resultà impossible de conquerir perquè era ben guarnida, en canvi, a Quèrquens la victòria fou completa i s'aconseguí un abundant botí. Encara s'atreviren a atacar la ciutat de Tunis, però aquesta evità l'atac amb nombrosos presents i alliberant molts presoners cristians.

### Retorn a Gandia
El 20 d'abril de 1425 el rei agraïa a Ausiàs el seu comportament coratjós en les expedicions en què havia participat. A mitjan octubre, l'armada va tornar a Siracusa, Sicília. Des d'aquí Ausiàs March emprendria el camí de retorn definitiu a casa. Acabada aquesta etapa militar, el rei Alfons el recompensà amb la confirmació i augment dels drets com a senyor de Beniarjó, Pardines i Vernissa, sumant-li l'honorable càrrec de falconer reial (falconer major de la casa del senyor rei), el 1425. Les instal·lacions reials de falconeria es trobaven a l'Albufera de València, Ausiàs s'hi dedicà gustosament en l'exercici del seu càrrec (fins a 1428), que consistia a criar i ensinistrar falcons i enviar-los al rei, a més de tenir cura dels gossos i triar bons cavalls per a la caça. Des de la finalització de les campanyes militars i d'abandonar el càrrec de falconer reial, Ausiàs tornà a les seues terres. Fixà la seua residència a Gandia, on residia sa mare Elionor, malalta, que moriria l'any 1429. A partir d'aleshores, i ja passats la trentena, des de sa casa del carrer Major de Gandia o al palau de Beniarjó, portà una vida sedentària dedicada a la seua administració i millora de la seua herència, a defensar els seus drets feudals, i efectivament, a escriure els seus poemes.
Els documents signats per Alfons del 20 d'abril de 1425, a més de confirmar-lo com a senyor dels territoris dels March a Beniarjó, li concedia l'Alta justícia, cosa que significa la més alta autoritat dins dels seus dominis, capacitant-lo per a resoldre plets, erigir-hi forques i fer-ne ús. El municipi de Gandia no estigué d'acord amb l'augment de poder d'Ausiàs en un territori que considerava dins del seu terme. Això pot ser una de les causes per les quals el duc Joan II de Navarra concedeix al poeta tota la jurisdicció criminal, l'anomenat mer e mixt imperi, de Beniarjó i Pardines, segurament a conseqüència de l'ajut econòmic d'Ausiàs per a sufragar la guerra contra Castella. Aquesta donació es fa a canvi d'arribar a un acord amb el consistori gandià a l'hora d'exercir els seus drets. L'afer es resol de manera que March no podrà anar contra els drets i jurisdicció de Gandia ni sancionar els crims dels vassalls de la ciutat; en canvi, podrà continuar plantant forques (símbol de la més alta jurisdicció), però només un dia a la setmana: un mer i mixt imperi incomplet, però que almenys li reconeixia els seus drets i privilegis.
Ausiàs governà amb mà de ferro els seus dominis, fent valer sempre els seus drets feudals. A més, fou un propietari ambiciós i emprenedor; mostra d'això és la introducció del conreu de la canya de sucre, conreu extensiu destinat a l'exportació i introduïda a Oliva i a les terres del duc de Gandia, amb la qual cosa obtingué nombrosos beneficis. Per això feu construir el seu propi molí sucrer o trapig a Beniarjó i un assut per a canalitzar les aigües: l'Assut dels March, de 1450, que encara funciona.

### Vida amorosa
La vida amorosa d'Ausiàs March començà de ben jove; resultat d'una relació anterior al seu primer matrimoni és el naixement del seu fill bastard Francesc. De la seua joventut també data una carta de la reina Maria de 1425 al batlle general de València que ordenava que es busqués un jove (Joanet, fill de Pere Carnisser, notari de Favara) que era en via de perdició en companyia d'Ausiàs March i altres fadrins. També existeix un procés en la Cort de València de l'any 1427 motivat per una ofensa d'Ausiàs a una tal Isabel. Tanmateix, fou sobresegut, però estigué a punt de provocar l'embargament dels seus feus.
El 1437 es casà amb Isabel Martorell, provinent de la petita noblesa de Gandia, germana de Joanot Martorell i filla de Francesc Martorell. No tingué descendència d'aquesta primera unió, però sí que n'obtingué un dot considerable. Aquest dot fou problemàtic, ja que, quan Isabel heretà les terres del dot que li pertocaven a l'hora de repartir les terres de la Vall de Xaló, sorgiren desavinences amb Galceran Martorell, el seu cunyat. S'arribà a l'extrem d'un desafiament el 1438, però l'any següent s'arribà a una entesa. Isabel moriria el setembre del mateix any; aleshores Ausiàs prengué possessió com a nou senyor dels llocs de Ràfol de Famut, Benibéder, Cuta, Traella i el Ràfol de Xaló. Isabel Martorell fou soterrada al monestir de Sant Jeroni de Cotalba.
El 1443 es tornà a casar, ara amb Joana Escorna, pertanyent a una vella família de Pedreguer. Fou necessària una dispensa papal, ja que tenien un cert grau de parentiu. El dot de Joana consistia en el lloc de Pedreguer, i tenia com a garanties algunes rendes. Joana morí el 1454, i Ausiàs consta en el seu testament com a hereu únic universal.

### El final de la vida de March

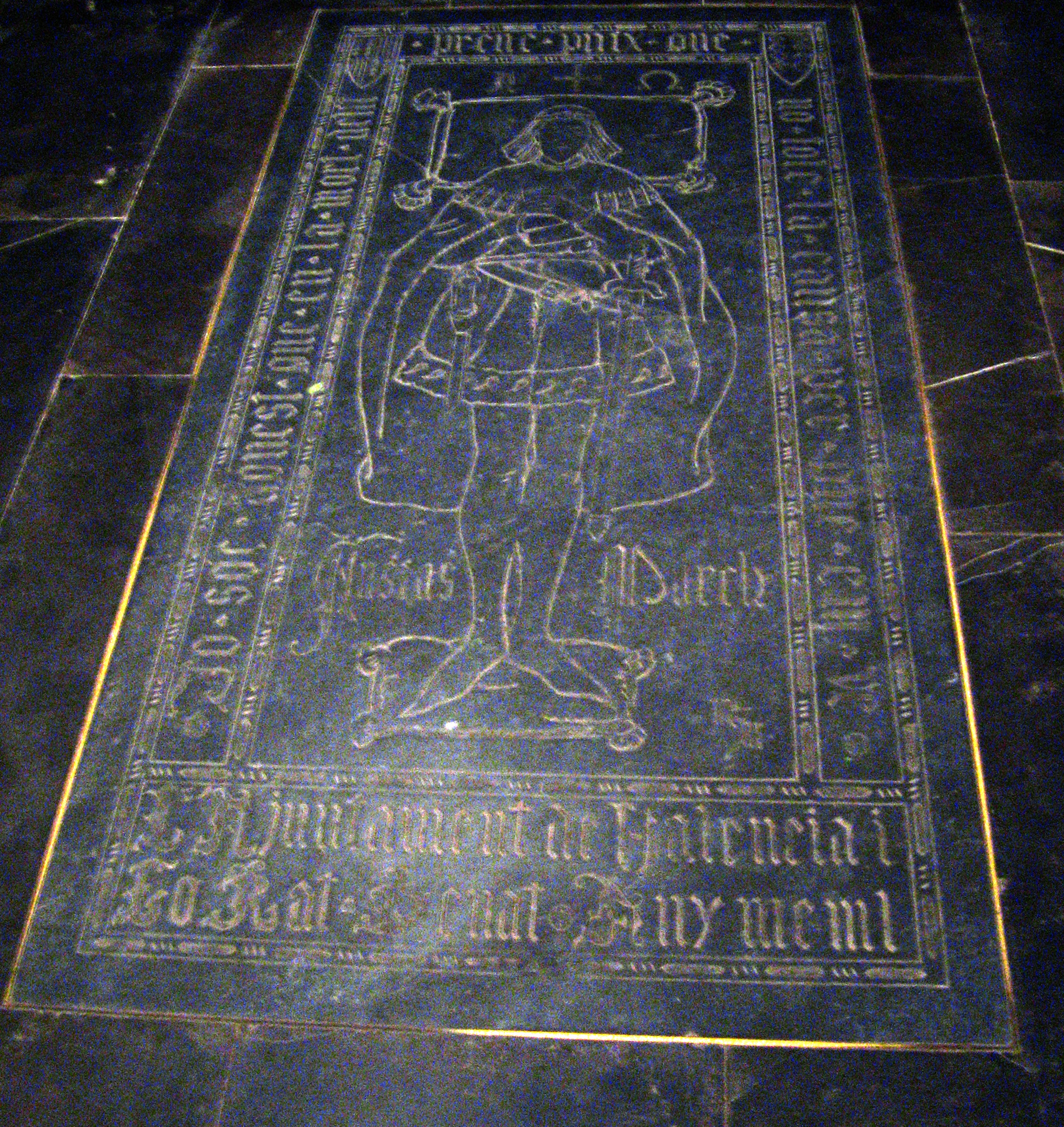
Tomba d'Ausiàs March a la Catedral de València

El 1450 els March s'havien traslladat de Gandia a València. Visitava les possessions de Beniarjó per a controlar la propietat i el negoci del sucre. Amb cinquanta-set anys veié morir la seua segona esposa; a aquest dolor se li sumava que no tenia descendents legítims que continuaren la branca valenciana de la família March. No comptaven els fills nascuts fora del matrimoni, però sí que eren acceptats i vivien a la casa paterna, mig confosos entre els criats. Eren cinc fills: Francesc, Joan, Joana, Pere i Felip. L'any 1457 Ausiàs envià el seu fill Pere per a desafiar el seu enemic Francesc de Vilanova. L'assumpte acabà amb l'empresonament d'aquest últim, però també amb el del mateix Ausiàs a causa del mateix conflicte.
Els últims anys del poeta transcorregueren a sa casa del carrer Cabillers de València, envoltat de familiars i servents i ocupant-se encara del seu patrimoni. El 29 d'octubre de 1458 Ausiàs se sentí malalt de gravetat i feu venir el notari Berenguer Cardona per a la redacció del testament. Aquest estipulava que el seu cos fos soterrat a la Catedral de València, a la capella dels March, i sol·licitava que el cos de Joana Escorna fos portat de Sant Jeroni de Cotalba per a ser soterrat amb ell. També nomenava hereu universal Jofre de Blanes, nebot de Joana Escorna, deixant de banda la família dels germans de son pare (Jaume, senyor d'Eramprunyà, i Arnau); deixava diversos llegats a tots els fills bords, excepte al primer, Francesc, que potser ja era mort; als seus escuders els deixava el cavall i les armes que feien servir; dels seus esclaus també se'n recordà: donava la llibertat a Martí Negre i a Iolant, a Marta (la mare del seu fill Francesc) li deixava un llegat; finalment deixava una gran quantitat de misses per a les ànimes d'Isabel Martorell i Joana Escorna. Encara es pogué recuperar, i del testament definitiu (que s'ha perdut) només sabem que el 3 de març de 1459 el modificava, retirava el llegat a Marta, que ja no servia a la casa i augmentava el nombre de misses per a les seues difuntes esposes, 500 per a Isabel i 700 per a Joana. Mossèn Antoni Esteve assistí religiosament Ausiàs en els últims moments, aquell mateix 3 de març de 1459, Ausiàs March morí.
Quan feren l'inventari de béns, trobaren prop del capçal del llit el manuscrit dels seus poemes, que tingué a l'abast de la mà fins a l'últim moment.

## Obra
Ausiàs March és un home de lletres molt reconegut dintre de la literatura catalana medieval. Sense fer cap objecció a la seua qualitat literària, aquest criteri es recolza en els punts següents:
- Fou un poeta molt llegit, per la influència que deixà en poetes castellans com Garcilaso de la Vega, Diego Hurtado de Mendoza, etcètera. A més, tota la poesia en català del segle xvi és un intent d'imitació de la seua obra.
- La quantitat dels manuscrits que ens han arribat, així com les nombroses traduccions que s'han fet de les seues obres.
- La seua obra es distancia de tota l'anterior, i esdevé una poesia molt personal i sincera.

L'obra d'Ausiàs March es considera moderna perquè:
- Se separa de la poètica trobadoresca més pel que fa a la temàtica que no a la forma, ja que manté el vers decasíl·lab amb la forma 4+6, així com conserva l'ús del senyal, encara que en fa servir cinc, cosa insòlita en la poesia trobadoresca, que sols n'emprava un.
- Nou tractament de la dona, diferent de la idealització amb què fou tractada pels trobadors i a la sublimació espiritual de la dona dels poetes italians Dante i Petrarca. En la poesia d'Ausiàs March, la dona és un ésser humà amb totes les seues qualitats i els seus defectes o vicis. Les descripcions psicològiques substitueixen les exageracions de la bellesa.
- L'obra d'Ausiàs March és una constant reflexió de tots els aspectes sobre la condició humana, ja que part de la seua obra gira entorn de la seua vida personal i, a més, ho fa amb molta profunditat.
- Pren la mort de la seua esposa Joana Escorna com a tema d'algunes de les seues cançons, una prova més de la seua sinceritat.
- La seua poesia es converteix en un joc complex i canviant, però hi conserva una unitat: és escrita des d'un jo concret i des de les pròpies experiències i circumstàncies reals d'aquest jo.

L'amor és un dels temes més importants a l'obra d'Ausiàs March, poeta i cavaller valencià destacat per ser el primer autor a escriure poesia culta en català sense provençalismes. Tant la seua vida com les influències que rebé expliquen per què és l'amor el tema cabdal dels seus versos. La seua influència en altres poetes catalans fou enorme; per això es considera una de les figures claus del Segle d'Or valencià.

### Antecedents de la seua obra
March entendria que la lírica trobadoresca expressava uns sentiments cenyits per les normes de l'amor cortès pel que fa al contingut, i per una retòrica brillant, però molt falsa, buida i distant pel que fa a la forma (alguns indicis podrien ser el fet d'escriure en provençal o el fet de signar les poesies amb pseudònim). S'arriba, doncs, a Ausiàs March —qui signa els seus poemes «Jo sóc aquell que em dic Ausiàs March»—, escriptor ja en català, per a trencar els motles de la poesia trobadoresca amb l'expressió de l'íntima meditació personal d'un home-poeta que apareix, despullat de tota ficció, disposat a parlar-nos d'allò que l'obsessiona: l'amor, les relacions de l'home amb Déu, la mort i el problema ètic. Aquests problemes són reals i personals, igual que les dones que hi apareixen (ja no midons) les quals ja no són Beatrius ni Laures, distants i platonitzades —pures idees amb nom propi— sinó dones reals que estimen o no i que són estimades o odiades per unes raons concretes i no per afany d'idealització.

### Influències biogràfiques
La seua família és la primera de les seues influències destacables, ja que son pare, Pere March, era un poeta conegut de l'època i Ausiàs, el seu fill preferit i hereu. Però és la pròpia vida sentimental de l'autor la que més influí en la seua concepció amorosa.
S'ha de saber que la seua vida fou considerablement desordenada. Ausiàs March fou un home molt passional. Una de les seues relacions sentimentals fou amb una monja, amb la qual tingué el seu primer fill bastard anomenat Francesc. El 1427 intervé en un procés de concubinatge amb la jove Lionor Alfonso, filla de Rodrigo Alfonso de Gandia, arran de la denúncia de sa mare. El 1434 té un plet amb la jove Isabel Nomdedéu.
El 1437, als seus quaranta anys, es casà amb Isabel Martorell, provinent de la petita noblesa de Gandia i germana de Joanot Martorell (autor de Tirant lo Blanc). A causa d'aquest matrimoni, March obtingué un dot considerable, el que li pertocava a l'hora de repartir les terres, els llocs del Ràfol de Xaló, Cuca, Traella, Benibéder i el Ràfol de Famut. Al cap de poc temps, el 1439 Isabel mor.
Al cap de tres anys, Ausiàs March es torna a casar amb una altra dona anomenada Joana Escorna, de família noble i rica, la família de Pedreguer, que en ser parents, hagueren de demanar dispensa papal. Joana Escorna també hagué de donar un dot que consistia en el lloc de Pedreguer i algunes rendes. Després d'onze anys de matrimoni la seua segona dona morí, fent Ausiàs hereu universal amb el seu testament. Les dues úniques mullers d'Ausiàs March foren enterrades al mateix lloc, en el monestir de Sant Jeroni de Cotalba, prop de Gandia. A més, d'elles heretà tots els seus dots. Ausiàs March sentí un vertader amor conjugal per Joana i, per aquesta raó, ordenà enterrar-la a València per tal de tenir-la més a prop. El més probable és que els Cants de mort estiguen dedicats a ella.
Sempre s'ha pensat que l'autor tingué cinc fills, però cap d'ells era dels seus dos matrimonis. Per tant, es creia que eren bastards. En l'actualitat s'està estudiant amb profunditat la seua vida sentimental i fa poc s'ha descobert que almenys dos dels seus fills són legítims, és a dir, que hi podria haver la possibilitat que l'autor s'hagués casat amb les seues mares. Els noms dels seus fills són Francesc March, Joan March, Pere March, Joana March i Felip March. L'últim és fill d'una esclava que es deia Marta la qual, segons sembla, en morir el poeta era menor d'edat. En Joan March es casà amb Castellana, filla de la seua cunyada Constança Escorna, per tal que el patrimoni es mantingués dins la família.

### Concepció amorosa
Ausiàs March es presenta com el mestre de l'amor (cant XLVI), ja que aquest tema és molt utilitzat a la seua poesia i gairebé sempre és atribuït a una dona mitjançant un senyal. Es considera únic perquè ningú li és comparable en qüestions d'amor. També es considera un privilegiat, perquè l'amor personificat l'ha fet mereixedor de les seues revelacions per sobre de la resta dels mortals; per això es proclama «mestre d'amor».
Ell té com a concepte d'amor un problema, ja que diferencia entre amor honest o espiritual i amor sensual o carnal, i es veu obligat a escollir entre un dels dos. L'autor afirma que desitja el primer tipus d'amor, tot i que a vegades es veu dominat pel segon. Al poema IV de la seua obra parla d'aquests dos tipus d'amors. Després complica la divisió amb l'afegitó de l'amor profitós.
El poeta i, alhora, amant està regit per Amor i a través de la paraula expressa els seus dubtes i les seues vacil·lacions, el desig i la inaccessibilitat d'un «vós», la timidesa, la servitud, la por a l'oblit, la fidelitat extrema, la joia de l'amor, la passió, el dolor, la desigualtat en l'estimació, la mateixa dialèctica interna entre un desig d'un amor sensual i un d'espiritual, la mala consciència en el desig, la solitud de l'home enamorat, la mort… a la seua estimada, també anomenada en algunes ocasions, «aimia». El poeta enamorat comunica els seus sentiments contradictoris d'arrel medieval, en forma de joc de contrasts que sembla que no haja de tenir un final.
La seua poesia representarà el conflicte cabdal de la seua vida: la contradicció i el contrast de les idees del poeta sobre l'amor i la dona, preses de Dant i de la filosofia tomista, i la seua vida real, passant per les seues caigudes i misèries morals. Finalment, el resultat és el to angoixat i desolat que s'observa de la seua obra. O, com diu Bohigas: «Es dona […] el cas que el poeta i la seva aimia no coincideixen en el mateix sentiment inefable, car els purs ideals d'ell sols troben en la dama un amor vulgar. D'ací el pessimisme que envaeix la major part de la segona època del nostre autor, pessimisme amb el qual es jutja la dona en general, i no solament aquella o aquelles que ha acusat d'infidelitat o de viltat».
La poesia d'Ausiàs March és més complexa i retòrica que la d'alguns trobadors del segle xii, els quals escrivien sobre l'amor cortès. L'amor, per a Ausiàs March, no és només un triomf moral cap a la dona estimada, sinó que aspira a un amor pur i honest juntament amb l'amor sensual. La seua obra és l'equilibri, i alhora la lluita, entre aquest amor honest i l'amor carnal, cosa que el fa filosofar sobre la pròpia voluntat d'home amb què sent com a amant, ja que és capaç de fer tot el que calga per aconseguir els seus desitjos.
El poeta reflexiona sobre la relació que hi ha entre el cos i l'ànima, els separa i crea un nou ideal, el qual esdevé contemplatiu, un amor gairebé impossible sensualment. Li exigeix tant a l'amor que converteix la dona estimada en un ésser suprem; tot el que és l'amor és la dona i ens ho transmet valorant les seues virtuts i defectes com a dona real que és.
L'autor fa de l'amor una gesta, un risc entre el sacrifici i la solitud, incloent-hi la mort i, per tant, ho arrisca tot per una relació amorosa; però també defensa el seu ideal contemplatiu, on l'amor és el més important i porta l'home amant a ser-ne un màrtir, perquè arriba a consumir-se en la desesperació fins a arribar a la mort.
Ausiàs March posa unes condicions molt altes a l'amor, el qual ha de ser únic i gairebé fanàtic. Li exigeix tant que la dona estimada ha de sentir el mateix que ell sent, perquè això és el que li dona seguretat i harmonia a la seua vida. Tot ha de ser un equilibri que, de vegades, de tan exclusiu que el volia, en fa una tragèdia on el poeta és l'heroi, perquè creu que l'amor de la dona ha de ser correspost en les mateixes condicions que ell l'estima.
Dins de la seua obra, Ausiàs March es considera com l'expert en l'amor, amb tots els seus dubtes i certeses que tindria qualsevol ésser humà i és capaç de fer veure la perfecció de l'amor pur i honest, fins i tot a través de la mort de la dona estimada. Té una actitud original a l'hora de tractar aquest tema; es presenta no solament com a cantor, sinó com a filòsof de l'amor, ja que l'ha estudiat per tal de sorprendre i formular-ne les més secretes lleis. És un poeta enamorat que s'ha doctorat en la ciència de l'amor. A més, afirma que la naturalesa l'ha empès fatalment a sentir l'amor i a pensar-hi de manera absorbent i exclusiva, i que no és pas per un acte deliberat. En la seua obra abunden les més explícites autoconfessions sobre aquesta aspiració tan íntima. Diu que la seua ciència no és una especulació pura i abstracta; els seus resultats han de servir com a lliçó pràctica dels amadors.
Com indica Joan Fuster, «Únicament en la mort —en la mort de la dama és clar— se li ofereix una perspectiva consoladora. Sembla una mica cruel, això, però és literalment així, i entra dins la lògica —literària— de la seva concepció de l'amor».

### Influències literàries

#### Els trobadors i autors medievals
Es pot dir que March s'acull en principi a l'herència trobadoresca mantinguda per l'escola de la Gaia Ciència tolosana, que havia comptat amb el favor de la classe literària de llengua catalana durant el segle xiv. D'aquesta escola es nodreixen, en gran manera, el format i el gènere dels poemes de March, encara que en el cant XXIII manifeste que deixa de banda l'estil dels trobadors.
La tradició dels últims models dels trobadors és el punt de partida de l'obra de March. L'autor hi afegeix extensió i intensitat; amplia el seu horitzó de referències a la psicologia amorosa: expressa el seu amor i la seua naturalesa com a amador. Evoluciona, també, cap a un predomini de la reflexió moral i religiosa, els referents de la qual cal buscar-los en la influència dels sermons dels predicadors eclesiàstics. D'aquesta manera, en la barreja d'amor, de moralitat i de religió que distingeix la seua poesia, el conjunt de l'obra de March consisteix en les reflexions sobre l'amor d'una persona que reflexiona sobre l'ésser humà i la seua experiència amorosa. El «jo» poètic és el protagonista d'una ficció sentimental. Mostra un afany per a esvair la distinció entre el jo poètic i la persona de l'autor, tot seguint tòpics trobadorescs. L'amant vol convèncer la dama a través del joc de la paraula, l'afalaga, li declara lleialtat. L'amor és la font de tot allò que el trobador més estima. Aquest nou estil es caracteritza per una percepció poc artificiosa i cortesana del món, una percepció més aviat quotidiana i directa de la realitat.
També, es troben influències de l'escolàstica amb l'ús del «jo» poètic que March utilitza en les seues obres per construir-ne d'una ficció sentimental. Utilitza mecanismes expressius que es fonamenten en l'originalitat de la creació poètica, temes, també, molt semblants als de la tradició escolàstica cristiana. L'escriptor utilitza recursos retòrics amb una intenció persuasiva moralitzadora, clàssica. Pel que fa a la tensió espiritual, s'il·lustra amb l'ús d'antítesis i de comparacions plenes d'elements contradictoris, elements també visibles en l'escolàstica. És, per tant, escolàstica, però en llengua vulgar.
El món psicològic d'Ausias March és un món de dobles i triples, d'oposats i de mitjos. El cos s'oposa a l'ànima com la carn a l'esperit; en tot moment es debat entre l'amor espiritual i la passió carnal; la ment humana es pot dividir en intel·ligència, memòria i voluntat de la mateixa manera que són les tres virtuts teològiques i les persones de la Santíssima Trinitat. Els fonaments escolàstics del pensament de March es completen amb el bagatge intel·lectual propi de la seua època amb els quals cal comptar alguns clàssics com Aristòtil, Sèneca i no pocs moderns —des d'Andreas Capellanus a Dante i Petrarca— així com els trobadors provençals que representen la vena principal de la qual es nodreix la seua poesia. Cal mencionar la gran influència de Ramon Llull —un altre gran racionalitzador de l'irracional— i potser també la del predicador i dramaturg valencià sant Vicent Ferrer, que, segons Pagès (1911), March escoltava les seues predicacions quan era jove.

### La poesia cortesana i els autors grecollatins
La trajectòria poètica d'Ausiàs March està clarament condicionada per la seua vinculació a unes corts reials i nobiliàries determinades, en concret a la de Barcelona i la de València. La seua obra es gesta, es produeix i es difon en contexts cortesans, i, sense llevar-hi l'originalitat i la llibertat creativa, satisfà, alhora que modela, els gustos i les expectatives del públic cortesà del seu temps. La literatura cortesana està plena de referents del món feudal i cortesà. És de destacar la coneixença del Roman de la Rose, el Convivio de Dante, els influxos del De anima d'Aristòtil, les teories mèdiques de l'època com les d'Hipòcrates, que Averrois portà al món occidental.
La idea de l'amor com a mirall que entra a través dels sentits prové de Guido Cavalcanti, Giordano Bruno i també de Boccaccio, Petrarca i Dante, que al seu torn foren influïts per Ovidi i Virgili. Ovidi és un dels autors més influents en les obres d'Ausiàs March. Això és degut a l'estada cultural de March a la València del tombant de segle, la qual cosa feu que aquest es fes eco de les obres clàssiques i, fins i tot, de l'adopció de frases senceres d'autors antics com és Publius Ovidius Naso. Les influències d'aquest cap a Ausiàs les trobem, per exemple, en la malaltia més important del repertori marquià: l'amor hereos, és a dir, en la interpretació eròtica en els termes psicopatològics, característica molt pròpia d'Ovidi. Els poemes de Nasón que influiren en March foren: Amors (Amores) i Heroides (Heroides). En Amors, el tema principal és l'amor, sentiment molt important i característic en Ausiàs. Als Heroides, la mitologia grega és recurrent. Les cartes escrites pels herois a una dama és un dels temes cabdals. Aquests dos tipus de poemes són un clar reflex de les obres de March. Aquestes obres eren comunes en la lírica de consum cortesana.

### El dolce stil nuovo
Del dolce stil nuovo pren el concepte d'amor que porta el poeta fins a la unió amb Déu, característica en la qual Ausiàs és partícip, ja que, en les seues obres, empra aquesta acció, sempre i gràcies a la dona, considerada bella i angelical davant, sempre, dels ulls de l'enamorat. La dama, també, davant els ulls d'aquest, es presenta com una dona catalitzadora i culpable del canvi de l'amant, l'anomenat enamorament, que farà que aquest ja no torne a ser el mateix. Aquesta descripció d'una dona perfecta és important en moltes de les obres de March, que creu que la dona és divina (la sol comparar amb els estels (lucente strella), amb els àngels (donna angelicata: rossa, de pell i dents blanques, ulls clars, galtes rosades, coll allargat) i, fins i tot, amb el mateix Déu. Tant per als estilnovistes com per al mateix March, la dona és capaç de fer-los arribar al cim del cel i als àngels. Els seguidors d'aquest estil i, també, Ausiàs March rebutgen el desig sexual i aspiren a una unió espiritual amb l'única necessitat com és la del sentiment amorós. March creu en un amor pur, capaç d'esquivar qualsevol desig sensual. Ara bé, la dama també és humana en March i d'aquí naix la dialèctica. Els estilnovistes creuen que només els cors nobles i gentils per naturalesa podran sentir l'autèntic sentiment amorós.
El procés d'enamorament que tant March com els altres múltiples idealistes d'aquest moviment segueixen és el següent: el poeta contempla la figura d'una dama, que amb la seua bellesa l'enamora. Gràcies al joc de mirades mutu, la imatge de la dama s'instal·la en la ment del poeta, que en arribar al cor crea l'enamorament i amb ell, l'amant. Des d'aquest moment, l'amant es transforma i serveix fidelment la bella dona. Aquesta és una idea medieval, però els estilnovistes agregen en el cor d'aquest la perfecció de l'amor, una perfecció sensitiva, irracional, i de la qual naix el desig de l'amant per contemplar la figura de la dama. Si l'amor no és correspost, sorgeix el dolor, ferida que mata al cor i al mateix amant. Si l'amor és veritable, es cantarà a ell, i el joc de mirades dels amants anirà eliminant el desig. Aquesta última acció de mort a l'amor no correspost i del joc de mirades mutu que calma qualsevol desig, l'empra molt March en moltes de les seues obres.

## Cants d'amor
Aquesta obra és l'expressió màxima de la seua visió de l'amor. Es divideix en cinc parts segons els senyals que utilitza, tècnica provinent de la poesia trobadoresca. L'única persona que March anomena pel nom en els seus versos és Teresa en el poema XXIII. Es tracta d'una dama de la cort anomenada Teresa d'Híxar, vídua de Pedro Ximénez d'Urrea i d'Heredia des de 1421. Teresa d'Híxar era una persona influent prop del rei i de la reina, i sabem que es traslladà a València, probablement seguint la cort, que s'establí en aquella ciutat a partir de la tardor de 1425 (Gómez i Pujol, 2009). Aquesta Teresa és una dona casada i té fills, i és al poema XXIII que l'esmenta com a «dona Teresa». Aquesta dona s'amaga sota el senyal «Llir entre cards», encara que no es pot pas assegurar que les trenta-cinc cançons adreçades sota aquest senyal foren totes escrites en honor d'aquesta dama, ja que aquest no hauria sigut el primer amor literari del poeta, i a la cançó XLVIII al·ludeix a un altre d'anterior.
Després es veu que parla d'una altra Teresa, a qui també adreça alguns poemes sota el mateix pseudònim que a Teresa d'Híxar. Lluís Carrós de Vilaragut, al pròleg d'una de les còpies dels poemes d'Ausiàs March de l'any 1545, afirmà que aquesta dona es deia Teresa Bou, però això no és segur, així que potser algun dia els arxius valencians podran aclarir si existí alguna dama de llinatge Bou, que segons sembla fou així. També han apuntat que el nom de Teresa Bou pogué ser confós amb el cognom de Na Monbohí (Comas i Riquer, 1984) fent així que foren la mateixa persona, però això és poc probable i no es pot confondre una poesia misògina dedicada a Na Monbohí amb una dedicada a aquesta Teresa. Aquesta dama resulta ser la personificació de l'ideal femení del poeta i una de les seues amants. Aquest amor que sent March per Teresa és purament espiritual, a l'estil de Dant. Però la veritable Teresa no és la «plena de seny», i això alimentarà la seua tristesa i es desesperarà perquè no el pot satisfer. La Teresa d'Ausiàs March resulta ser una dona real, així que, com tot mortal, ha conegut el pecat. Ausiàs March tindrà una certa responsabilitat en la sort que ha tingut la dama sobre el seu pecat i això pertorbarà el poeta.
Ausiàs March escrigué alguns poemes misògins, propis de la tradició medieval. El poema XLII es diu que va adreçat a una tal Na Monbohí i es veu representat l'odi que fou fruit d'una traïció de la qual ha estat objecte el poeta, que era cavaller, quan s'adonà que Na Monbohí s'havia lliurat a un mercader. A causa d'això Ausiàs farà la descripció d'aquesta dona de la seua lletgesa i els seus vicis. El poema LXXI escrit a la vellesa no va adreçat a una dama en concret, és més aviat un cant desenganyat de l'amor de les dones.
Molts d'aquests poemes estan formats per estrofes de huit versos de deu síl·labes, o també dites cobles, amb una tornada al final. Aquest tipus d'estructura és l'anomenada cançó. Continua amb els tòpics com el didactisme, el tractament del sofriment de l'amant davant la seua estimada, la idea de l'amor com un sentiment agredolç o el plany per no haver expressat l'amor a la dona, entre d'altres resseguits dins el corpus trobadoresc. És habitual en March trobar comparacions diverses que tenen a veure amb el seu món més immediat i amb allò que ha viscut. Així es troben comparacions dels seus estats anímics i dels seus sentiments amb el món marítim, el religiós, el judicial i el mèdic… L'estructura d'aquestes comparacions va des d'una generalització fins a un cas particular.
L'ús de la llengua catalana en la poesia culta medieval és un fet nou que dona autenticitat als sentiments descrits. Potser es troba alguna paraula amb declinació com en l'occità, però segurament l'empra per motius de rima. March apareix com un poeta que es despulla psicològicament, referint-se al tema de l'amor, i ho fa en català per donar una atmosfera de verisme, d'això neix la complicitat amb el lector.

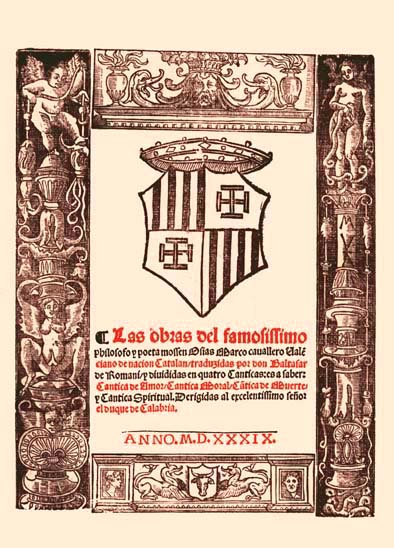
Portada de la traducció castellana de «Las obras del famosíssimo / philosofo y poeta mossen Osias Marco caballero Valen/ciano de nación Catalán traduzidas por don Baltasar de Romaní» editada el 1539. La portada està il·lustrada amb les armes del Duc de Calàbria, virrei de València, a qui està dedicada l'obra.

L'obra ausiasmarquiana està constituïda per cent vint-i-huit poesies. La majoria dels estudiosos s'han decantat per classificar la seua obra per cicles temàtics. De fet, cada cicle forma una unitat de sentit, així com s'observa una evolució formal i conceptual en els diferents cicles, per la qual cosa s'ha arribat a considerar el còmput total de la seua obra com un immens poema. March fou un dels primers poetes a utilitzar la llengua catalana.

### Els cants d'amor
En la seua producció l'amor és un tema tan important que arriba a generar-ne d'altres amb entitat pròpia, però sempre com a causa o efecte del primer. En l'obra de March la dona és una persona real, humana i individual i, en conseqüència, la relació home-dona serà el compost de l'amor sensual (sentits) i l'amor intel·lectual (contemplació i pensament). El nostre autor sols mantindrà de la poesia trobadoresca el fet de dedicar els seus poemes a una dona, a la qual es refereix mitjançant un senyal per amagar així el seu nom. Podem dividir aquests cants en cinc senyals que corresponen a cinc etapes en la vida de l'autor.

#### Plena de seny
Aquest primer cicle està compost per dinou poemes. Són una mena de diàleg entre l'autor i una dama, «aimia». El poeta proposa a l'amada una relació més madura tant física com intel·lectual, per tal de superar els desitjos de la carn i els problemes espirituals. La dama segueix el seu caràcter passiu i tradicional i no li respon. El poeta se sent fracassat, i presenta una actitud negativa, però continua lluitant i escriu per resoldre els problemes que el turmenten, comença un nou cicle.

#### Llir entre cards
Aquest nou cicle consta de trenta-cinc poemes, sembla que dirigits a una altra dona, «dona Teresa». Ara el poeta s'allunya dels aspectes físics de la dona i considera l'amor com una absoluta contemplació com a única possibilitat d'assolir l'amor pur i això el separa de la resta dels hòmens. Davant la resposta negativa de la dama, March pren una activitat violenta i fins i tot se sent culpable perquè la dama s'ha decantat per amar «l'home pec», l'impur, el comú. Tot açò el du a una obsessió per la mort, que esdevé un tema constant en aquest cicle.

#### Amor, amor
Dotze poemes formen part d'aquest nou cicle. Desenganyat i vell, reconeix que el plaer intel·lectual no és suficient per a assolir el plaer complet, l'amor pur. Un dels temes més freqüents és l'enyorança d'èpoques anteriors en les quals ell amava desesperadament. No s'adreça directament a la dama, quan increpa o dialoga, ho fa amb «Amor» personificat.

#### Mon darrer bé
Comprèn solament dues poesies adreçades, segons sembla, a una sola dama, de la qual s'enamorà quan l'autor ja era vell. Aquest nou amor fa oblidar els mals passats…

#### Oh, foll amor
Està format per deu poemes. El poeta se sent pecador, deshonest i vil i, fins i tot, avergonyit, per això utilitza el senyal «foll», que s'oposa a l'amor pur, cantat o desitjat de les poesies anteriors. Demana el perdó de Déu.

### Els cants de mort
El tema de la mort no és exclusiu d'aquest cicle, format només per sis poesies dedicades a plànyer la mort d'una sola dona i sense senyal. La destinatària sembla la seua segona esposa, Joana Escorna. El poeta, amb una sinceritat molt humana reflexiona sobre els temes més comuns que la mort d'una dona estimada hi pot ocasionar: el destí de l'ànima, el dolor per l'absència, el record del temps passat. El poeta, fins i tot, se sent culpable de la mort de la seua dona.
| « | La gran dolor que llengua no pot dir del qui.s veu mort e no sap on irà (no sab sson Déu si per a si el volrà o si.n infern lo volrà sebollir) [...] O cruel mal qui tols la joventut e fas podrir les carns dins en lo vas! l'esperit, ple de paor, volant va a l'incert loch, tement l'eternal dan; | » |

### El cant espiritual
Aquest cant, adreçat a Déu, és una llarga oració (224 versos), escrit en segona persona i és considerat com un dels poemes més importants de la literatura en valencià.
El poeta es mostra preocupat per aconseguir el camí de Déu i té por de ser condemnat per haver caigut en el «foll amor» de la qual cosa es penedeix, fins i tot demana a Déu que li escurce la vida per a no incórrer en més pecats.
Aquí observem el poeta més preocupat per expressar el seu pensament i les seues reflexions més íntimes que per seguir els preceptes de la poètica tradicional. Per això hi utilitza els versos sense rima (estramps), amb la qual cosa la seua expressió esdevé molt més natural que la resta de composicions, feta a base de versos prou durs i aspres, cosa que dificultava la lectura.
| « | Si com los rius que a la mar tots acoren, Així les fins totes en tu se n'entren. Puix te conec, esforça'm que jo t'ame: Vença l'amor a la por que jo et porte. | » |

## Estil
La poesia d'Ausiàs March es mostra, d'una banda, culta:
- Perquè hereta dels trobadors «l'expressió formal» de l'amor: «senhal».
- Per l'estil ric, elegant i exacte, lliure de tota servitud lingüística provençal.

I, d'altra banda, desimbolta sobretot per la utilització del lèxic i la sintaxi populars. Els elements que contribueixen a donar aquesta sensació són:
- La presència constant d'objectes quotidians (pa, portes, forn…):
- : «Plena de seny, donau-me una crosta del vostre pa.»

- Els paisatges on se situa l'acció són del món medieval/feudal (castells, hostals, ciutats en festes, mar amb vent…):
- : «Llir entre cards, passions d'Amor fan
- : Tembre i Fiar estar dins un hostal.»

- Personatges que hi apareixen (també del món feudal: soldats, vilets, pobres, lladres, camperols, malalts…).
- Sovint el poema és el desenvolupament d'una comparació inicial entre el poeta d'una banda i algun terme militar, marítim, mèdic, etc.
- Sol utilitzar increpacions i interrogacions per aconseguir l'aproximació entre l'autor i el lector:
- : «Hajau dolor de la dolor de mi!»

### Influència posterior
L'obra d'Ausiàs March, per bé que encara no era impresa, exercí una influència clara en uns pocs poetes contemporanis, en canvi, per a les generacions posteriors de poetes valencians passà desapercebut. Només el marqués de Santillana el lloava així: «gran trovador y hombre de asaz elevado espíritu».
Aquesta situació canviaria amb la publicació per primera vegada dels poemes d'Ausiàs el 1539 a València, a cura de Joan Navarro. Era una edició bilingüe obra de Baltasar de Romaní, reeditada el 1553 a Sevilla, tres reedicions més a Barcelona 1543, 1545 i 1560) i una a Valladolid el 1555 (aquesta incloïa un vocabulari amb la traducció al castellà). El 1579 es publica una edició de la traducció al castellà feta per Jorge de Montemayor.
Joan Boscà llegí amb vertadera passió aquestes publicacions, i aquest entusiasme el contagià al seu amic Garcilaso de la Vega. A partir d'aleshores l'obra ausiasmarquiana fou llegida i admirada pels autors del Segle d'Or castellà. El Brocense i Francisco de Quevedo assajaren algunes traduccions, Fray Luis de León i Lope de Vega el citen a les seues obres. L'any 1633 s'edità al Regne de França una elegant traducció al llatí obra de l'humanista valencià Vicent Mariner (L'Ausiàs March llatí de l'humanista Vicent Mariner. Edició de Marco A. Coronel. València: Institució Alfons el Magnànim, 1997).
La recuperació de l'obra d'Ausiàs no començarà fins a la Renaixença. Destaca la investigació dels poemes d'Ausiàs feta per Amadeu Pagès. Després vindrien les anàlisis de Martí de Riquer, Pere Bohigas, Joan Fuster o Joan Ferraté qui edità les seues obres el 1979. La primera edició de l'obra completa (l'anterior de 1539 era incompleta) d'Ausiàs March feta a terres valencianes data del 1993 (Poesies. València: Institució Alfons el Magnànim, col. BAV 31), obra de Vicent Josep Escartí.
L'obra dels versos d'Ausiàs influí poetes contemporanis com ara Josep M. López Picó, Carles Riba i Vicent Andrés Estellés, qui el considerava «adust company inseparable».
També els seus poemes s'han musicat. Qui més ho ha fet ha estat el cantant Raimon. Així el 1970 musicà «Veles e vents» i el 1989 publicà el disc Raimon canta Ausiàs March on recopilava totes les versions dels poemes; al disc de 1997 Cançons de mai hi inclogué set composicions d'Ausiàs.